# Aphanopetalum resinosum
Aphanopetalum resinosum, jedna od dviju biljnih vrsta iz porodice Aphanopetalaceae, dio reda Saxifragales.  Obje vrste australski endemi

## Opis
Aphanopetalum resinosum je član porodice Aphanopetalaceae, a prvi ga je opisao austrijski botaničar Endlicher 1839. To je penjačica kojoj je potreban oslonac da se izdigne iznad tla, a raste u prašumama ili vlažnim šumskim područjima Queenslanda i Novog Južnog Walesa.
Lišće A. resinosum je atraktivno jer su nasuprotni listovi tamno sjajno zeleni i dugi do 100 mm. Oblik lista varira od jajastog do lancetastog s tupo nazubljenim rubovima. Cvjetovi su zelenkasto žuti, promjera 12 mm, izbijaju iz pazušaca listova u kratkim cvjetovima ili rahlim metlicama. Čini se da cvjetovi imaju 4 latice, ali to su zapravo čašice koje se povećavaju kako bi obuhvatile plod dok se razvija. Latice su odsutne ili su sitne, a vrijeme cvatnje je obično kasno proljeće do ranog ljeta. Plod je oraščić koji je okružen postojanom čaškom. Još jedno obilježje ove biljke su uzdignute smolaste točkice na stabljici. Biljka je otporna na mraz i u Australskom nacionalnom botaničkom vrtu nisu zabilježeni štetnici ili bolesti.